# Ughy István
Ughy István (Ughy István Tibor; Székelykeresztúr, 1938. július 25.−) erdélyi magyar festőművész, grafikus, muzeológus.

## Életútja, munkássága
Tanulmányait a kolozsvári Ion Andreescu Képzőművészeti Főiskola festészeti szakán végezte (1963). Előbb tanár volt, majd az 1970-es évek elejétől a székelykeresztúri városi múzeum munkatársa. Múzeumszervezői, kiállításrendezői, grafikusi feladatokat vállalt, elmélyülve néprajzi-régészeti témákban is. Jelentős szerepe volt a múzeumi képtár megteremtésében.
Grafikusi vállalkozásai rendszerint múzeumi témákkal párosultak. Első ilyen jellegű munkája a Csontkarcolatok, porszaruk rajzai (Csíkszereda, 1975). Benkő Elek tanulmányával és az ő pontozott-árnyalt rajzaival jelent meg a Székelykeresztúri kályhacsempék : 15–17. század című kiadvány (Bukarest, 1984). 1989-ben áttelepedett Magyarországra, ahol a pápai Gróf Eszterházy Károly Kastély- és Tájmúzeum munkatársa lett. Ilon Gáborral közösen szerkesztett munkája A Kárpát-medence régészete (Budapest, 1995) főiskolai tankönyv. Önálló festészeti munkái (Jelenkor, Golgota) emberi sorstragédiákat jelenítenek meg.

## Művei
- Ilon Gábor–Ughy István: Bevezetés a Kárpát-medence régészetébe; 2. jav. kiad.; Rómer Flóris-Esterházy Károly Alapítvány, Pápa, 1995